# 巴朱尼群岛
巴朱尼群島是印度洋的島嶼，由六個主要島嶼組成，位於东非國家索马里南岸，由下朱巴州基斯馬尤區負責管轄，該群島在第一次世界大战前是英屬东非保护国的一部分，戰後被割讓予意大利。
0°45′S 42°15′E / 0.750°S 42.250°E